# Daniel Grassl
Daniel Grassl (Merano, 4 aprile 2002) è un pattinatore artistico su ghiaccio italiano.
Medaglia d'argento ai Campionati europei di pattinaggio di figura nel 2022 e medaglia di bronzo ai campionati mondiali juniores del 2019. Vincitore, nel 2018, al Golden Bear di Zagabria, dove esegue correttamente tre salti quadrupli. divenendo, inoltre, il primo europeo ad atterrare un quadruplo loop in una competizione internazionale.
Vincitore dei Campionati italiani di pattinaggio di figura dal 2019 al 2022.

## Carriera

### Primi anni
Daniel Grassl ha iniziato a pattinare nel 2009, allenandosi inizialmente con Ludmila Mladenova a Merano. Ha esordito nelle competizioni internazionali di livello novizio nella stagione 2012-2013.
Si è in seguito trasferito ad Egna per allenarsi con Lorenzo Magri. Ha debuttato a livello juniores nella stagione 2015-2016, ottenendo la medaglia di bronzo al Lombardia Trophy e il primo posto ai Campionati italiani di livello juniores.

### Stagione 2016-2017
Nel 2016 ha partecipato alle tappe del Grand Prix ISU juniores di pattinaggio di figura in Francia e in Giappone, classificandosi al settimo posto in entrambe le competizioni, e ha nuovamente vinto la medaglia d'oro ai Campionati italiani di livello juniores.
Nel febbraio 2017 ha vinto la medaglia d'argento al Festival olimpico della gioventù europea di Erzurum in Turchia.

### Stagione 2017-2018
All'inizio della stagione ha partecipato alle tappe del Grand Prix ISU juniores in Australia e in Italia, classificandosi al sesto e settimo posto rispettivamente. 
Debutta quindi a livello senior partecipando al Golden Bear di Zagabria, conquistando la medaglia d'oro dopo essersi piazzato al primo posto sia nel corto che nel programma libero. In campo senior conquista anche la medaglia d'oro nell'Ice Challenge di Graz, in Austria, e il bronzo nella Merano Cup.
A dicembre 2017 durante il Golden Spin di Zagabria, tappa del circuito Isu Challenger Series, benché si sia classificato solo in decima posizione nella classifica finale ha superato per la prima volta il punteggio di 200 punti e ha completato con successo un quadruplo lutz, diventando il pattinatore più giovane a riuscirvi in una competizione internazionale.

### Stagione 2018-2019
In agosto ha vinto la medaglia di bronzo nella tappa del Grand Prix ISU juniores in Slovacchia e a ottobre ha nuovamente conquistato l'oro nel Golden Bear di Zagabria, dopo aver completato correttamente un salto quadruplo nel programma corto e due nel programma libero, diventando il primo europeo ad atterrare correttamente un quadruplo loop in una competizione internazionale.
A dicembre si è classificato al primo posto nei Campionati italiani di pattinaggio di figura di livello senior, superando per 4,48 punti Matteo Rizzo e guadagnandosi il diritto di partecipare ai Campionati europei di pattinaggio di figura 2019, dove ha ottenuto il sesto posto complessivo. Dal momento che Rizzo ha vinto la medaglia di bronzo al campionato europeo, è stato assegnato a lui l'unico posto a disposizione dell'Italia ai Campionati mondiali di pattinaggio di figura 2019, mentre Daniel Grassl ha preso parte ai Campionati mondiali juniores di pattinaggio di figura, dove ha conquistato la medaglio di bronzo.

### Stagione 2019-2020
Pur essendo eleggibile in categoria senior, per la stagione 2019-2020, decide di partecipare al Grand Prix Juniores e prende parte a due competizioni: l'ISU JGP Baltic Cup e l'ISU Junior Grand Prix of Figure Skating - Egna-Neumarkt.
La stagione comincia con la Baltic Cup, che si tiene a Danzica dal 18 al 21 settembre in cui ha l'opportunità di presentare due nuovi programmi, entrambi coreografati da Benoit Richaud.
Nel corto, pattinato sulle note del Lacrimosa dal Requiem di Mozart, presenta il triplo axel, il triplo loop e la combinazione triplo lutz-triplo toe-loop, collocata nella seconda parte del programma. Grazie anche alle tre trottole, tutte valutate di livello 4, e la step sequence, valutata di livello 3, totalizza un punteggio tecnico di 44.94, a cui si aggiunge un PCS di 36.07, per un totale di 81.01 che lo colloca in terza posizione provvisoria. 
Nel lungo, pattinato sulle musiche A single man e Nocturnal animals di Abel Korzeniowski, totalizza un punteggio di 147.63 (76.93 per il tecnico e 70.70 per le componenti) e si classifica terzo in entrambi i segmenti, concludendo la gara sul gradino più basso del podio con un punteggio totale di 228.64.
Dal 2 al 5 ottobre partecipa all'ISU Junior Grand Prix Egna/Neumarkt, che si tiene alla Würtharena Neumarkt di Egna. Nel corto migliora la precedente prestazione, ottenendo un punteggio tecnico di 46.10 e un PCS di 36.67. Il totale di 82.77 gli consente di chiudere il primo segmento di gara in prima posizione. Nel programma libero ottiene un punteggio tecnico di 84.40 e 74.38 per le componenti artistiche. Il punteggio di 158.76 gli consente di chiudere la gara in testa alla classifica, con un totale di 241.53. Diviene così il primo atleta italiano a prendere parte ad una finale maschile dell' ISU Grand Prix juniores.
Dal 18 al 20 ottobre è impegnato a Minsk, dove ha luogo l’Arena Ice Star 2019, Trofeo Internazionale inserito nel circuito di seconda fascia ISU Challenger Series 2019-2020. Nel corto, pattinato sulle note del Lacrimosa, migliora il precedente risultato di Egna, ottenendo 49.26 per il punteggio tecnico e un PCS di 36.15, concludendo il primo segmento in gara in testa alla classifica con un punteggio totale di 85.42. Nel programma libero, sulle note di Single Man e Nocturnal Animals di Abel Korzeniowski, raggiunge il totale di 158.40, frutto di un punteggio tecnico di 84.00 e un PCS di 74.40. Conclusi entrambi i segmenti in testa alla classifica, termina la tappa in prima posizione, portando il suo primato personale a 243.82.
La stagione prosegue a Dongguan, in Cina, dove, dal 30 ottobre al 3 novembre, si svolge il CS Asian Open Figure Skating Trophy, gara internazionale inserita nel circuito di seconda fascia ISU Challenger Series 2019-2020. Qui si impone sia nel programma corto, dove totalizza 77.09, che nel programma lungo, dove ottiene 152.99, nonostante alcune imprecisioni abbiano macchiato entrambe le performance. Il totale di 230.08 lo porta agevolmente in testa alla classifica generale, distanziando l'americano Andrew Torgashev di quasi tredici punti e l'altro americano in gara, Ryan Dunk, di trentuno lunghezze.
La finale maschile dell' ISU Grand Prix juniores, in scena a Torino dal 5 all'8 dicembre, inizia da subito in salita: un problema tecnico al pattino destro compromette, nel programma corto, la combinazione triplo lutz-triplo toeloop, inserita strategicamente nella seconda parte del programma, permettendogli di raggiungere, al termine del primo segmento, solo la quinta posizione provvisoria con un punteggio di 71.95, suddiviso in 34.95 di TES e 37.00 di PCS. Le problematiche tecniche compromettono anche diversi elementi del programma libero, come il quadruplo lutz iniziale, che viene atterrato con caduta, il triplo axel, il doppio axel e il triplo lutz, che vengono invece atterrati con step-out. A causa di ciò, raggiunge, nel secondo segmento, il punteggio di 123.71, frutto di 55.99 di TES e 69.72 di PCS. Il totale di 195,66, molto inferiore rispetto agli altri risultati raggiunti in stagione, gli permette di concludere la competizione solo in sesta posizione.
I campionati italiani si svolgono nell'impianto Ice Lab di Bergamo dal 12 al 15 dicembre. Nel programma corto presenta il quadruplo lutz, atterrato in maniera fallosa, il quadruplo loop e il triplo axel, intervallati da tre trottole e dalla step sequence, chiamate dal pannello di livello 4. Il totale di 81.53, frutto di 43.68 di TES e 38.85 di PCS, vale la seconda posizione provvisoria, alle spalle di Matteo Rizzo. Nel programma lungo riesce a capovolgere il risultato, soprattutto grazie all'importante bagaglio tecnico. Nonostante due atterraggi non puliti nel quadruplo lutz iniziale e nel triplo axel, chiamato sottoruotato dal pannello tecnico, Daniel Grassl riesce ad imporsi attraverso un buon quadruplo loop e le importanti combinazioni triplo flip-triplo toe-loop, triplo lutz-triplo toe-loop e triplo loop-euler-triplo salchow. Grazie anche ad un buon triplo lutz, le tre trottole, chiamate di livello 4 e la step sequence, anch'essa valutata di livello 4, riesce a guadagnare nel segmento lungo 163.87, dovute ad un TES di 85.57 e un PCS 77.30. Il punteggio totale di 245.40 gli permette di riconfermare, di misura, il titolo di campione nazionale.
A gennaio partecipa ai Campionati europei di pattinaggio di figura che si svolgono a Graz, in Austria, dal 20 al 26 gennaio 2020.
Il programma corto, macchiato dal quadruplo loop sottoruotato in combinazione con il triplo toe-loop, dal triplo axel sottoruotato e la caduta sul quadruplo lutz, inserito strategicamente nella seconda parte del programma viene valutato, dal punto di vista tecnico 41.22 grazie anche a tre trottole e la sequenza di passi valutati di livello quattro. Il PCS di 36.39 gli consente di raggiungere solo 76.61 nel punteggio totale e l'undicesimo posto parziale. Nel programma lungo è autore di una rimonta, sebbene anche nel segmento lungo perda punti preziosi nel quadruplo loop, nella combinazione triplo loop-triplo toe-loop e nella combinazione triplo lutz-euler-triplo salchow a causa dei consueti problemi di rotazione. Completando correttamente il quadruplo lutz, il quadruplo flip, il triplo axel e la combinazione triplo lutz-triplo toe-loop ed ottenendo il massimo livello in due delle tre trottole e nella sequenza di passi, Grassl ottiene un punteggio tecnico di 93.35 e un PCS di 74.92 per un totale di 168.27. Il punteggio totale di 244.88 lo collocano a 1.74 punto dal podio e davanti all'altro italiano in gara, Matteo Rizzo.
In questa annata avrebbe dovuto fare il suo debutto nel campionato mondiale senior a Montréal, ma la competizione è stata cancellata a causa dell'emergenza sanitaria causata dalla pandemia di Covid-19.

### Stagione 2020-2021
Grassl ha vinto il CS Budapest Trophy 2020 ed è stato assegnato a fare il suo debutto nel Grand Prix agli Internationaux de France 2020, ma anche questo evento è stato annullato a causa della pandemia.
Grassl ha vinto il suo terzo titolo italiano consecutivo a dicembre, poco dopo il quale è risultato positivo al COVID-19, a causa del quale è stato fuori dal ghiaccio per un mese e mezzo a causa della quarantena e delle successive preoccupazioni per le condizioni del suo cuore. Grassl è stato assegnato a competere ai Campionati del Mondo 2021 a Stoccolma, dove si è classificato dodicesimo. I piazzamenti di Grassl e Matteo Rizzo hanno qualificato due posti per uomini italiani alle Olimpiadi invernali 2022 di Pechino. Entrambi sono stati successivamente nominati alla squadra italiana per il World Team Trophy 2021. Rizzo si è poi ritirato a causa di un test COVID positivo, a seguito del quale Grassl è stato l'unico italiano in gara. Era decimo nel programma corto e settimo nel pattino libero, mentre il Team Italia ha concluso al quarto posto.

### Stagione 2021-2022
Inizia la stagione olimpica con il Lombardia Trophy Memorial Anna Grandolfi, inserito nel circuito delle ISU Challenge Series, in scena a Bergamo dal 10 al 12 settembre. In questa occasione presenta i programmi scelti per la stagione olimpica; il corto è pattinato sulle di note di Nureyev, colonna sonora del film The White Crow, composta da Ilan Eshkeri mentre per il programma libero presenta un medley delle colonne sonore di Interstellar, composta da Hans Zimmer ed Armageddon, composta da Trevor Rabin. Ottiene 74.26 nel programma corto, frutto di un 38.06 di valutazione tecnica e di 37.20 per le componenti del programma, posizionandosi al quinto posto. Nel programma lungo, ottiene il miglior riscontro di giornata, formato da un 96.04 per gli elementi tecnici e 77.50 per le componenti del programma; il totale di 173.54 nel segmento lungo di gara, consentono a Daniel di risalire la classifica ed aggiudicarsi la gara con un overall di 247.80.
Il secondo appuntamento della stagione è rappresentato da Skate America, pianificato a Las Vegas dal 22 al 24 ottobre,  che rappresenta anche il suo debutto nel circuito senior dell'ISU Grand Prix. Nel segmento corto paga la caduta sia nel salto iniziale del programma, il quadruplo lutz che nel terzo salto pianificato, il triplo axel, completando, invece correttamente la combinazione triplo lutz-triplo toe-loop. A metà gara, si posiziona all'ottavo posto, con 70.88, frutto di 35.74 di valutazione tecnica e di 37.14 per le componenti del programma. Anche il programma lungo si rivela ostico, soprattutto per quanto concerne i tre quadrupli pianificati, ovvero il quadruplo lutz, il quadruplo flip, e la combinazione quadruplo loop-euler-triplo salchow. Il secondo segmento viene valutato 78.35 per la parte tecnica e 73.20 per le componenti del programma. La valutazione complessiva di 150.55, consente a Daniel di risalire, nel totale, di una posizione rispetto al corto, chiudendo la gara in settima posizione con 221.43 punti.
La stagione prosegue con la terza tappa del circuito ISU Gran Prix, il Gran Premio d'Italia,tappa sostitutiva della Cup of China,in programma a Torino dal 5 al 7 novembre. Nel programma corto, riesce a completare egregiamente i tre elementi di salto pianificati, il quadruplo lutz, la combinazione triplo lutz-triplo toe-loop e il triplo axel. Ricevendo il massimo livello in due delle tre trottole pianificate e nella sequenza di passi, raggiunge l'elevato punteggio di 95.67, abbattendo il suo precedente personal best di 85.42, ottenuto nello short dell'ISU CS Ice Star del 2019. Grazie a questa valutazione,frutto di 53.52 di valutazione tecnica e 42.15 per le componenti del programma, si posiziona al secondo posto, dietro al cinese Jin Boyang e stabilisce il nuovo primato italiano nello short program.
Nel programma lungo, sebbene con un po' più di fatica, riesce comunque a completare tutti gli elementi pianificati, tra cui il quadruplo lutz, il quadruplo flip e la combinazione quadruplo loop-euler-triplo salchow all'inizio del programma e le importanti combinazioni triplo lutz-triplo toe-loop e triplo flip-triplo loop inserite, insieme al triplo lutz singolo nella seconda parte del programma. 
Pur perdendo qualche punto nelle tre trottole, tutte valutate di livello 3 e nella sequenza di passi, valutata di livello 2 e nonostante qualche rotazione al limite nella combinazione iniziale, nel triplo axel e nel triplo flip-triplo loop, Daniel riesce comunque a raggiungere l'elevato punteggio di 92.39 negli elementi tecnici e di 80.94 nei components. Il programma lungo viene quindi valutato 173.33, poco lontano dal personal best raggiunto due mesi prima al Lombardia Trophy. Nel punteggio totale, raggiunge il suo nuovo primato di 269.00 che gli valgono il terzo gradino del podio e la sua prima medaglia in una competizione senior del circuito ISU Gran Prix.
Partecipa, in seguito, alla Warsaw Cup, competizione inserita nel circuito delle Challenge Series, in programma in Polonia dal 17 al 21 novembre. Nel corto, la caduta sul primo quadruplo, il quadruplo lutz, giudicato anche sottoruotato dal pannello, compromette in parte il programma, in cui esegue anche la combinazione triplo lutz-triplo toe-loop e il triplo axel, inserito nella seconda metà del programma. Ricevendo il massimo livello nella sequenza di passi e nelle tre trottole, raggiunge il punteggio di 81.74, risultato dal 42.84 del punteggio tecnico e dal 39.90 delle componenti del programma, che lo collocano in quarta posizione provvisoria. Nel programma lungo, riesce ad operare una buona rimonta; nonostante alcune défaillance sui tre quadrupli, l'atleta completa correttamente la combinazione triplo axel-euler-triplo salchow, le due combinazioni triplo lutz-triplo toe-loop e triplo flip-triplo-toeloop e il triplo lutz, inserite come elementi bonus nell'ultima parte del programma. Ottenendo il livello 4 nelle tre trottole pianificate e nella sequenza di passi, Daniel ottiene, nel secondo segmento, 162.22, frutto di 83.22 di valutazione tecnica e 78.00 per le componenti del programma. Complici anche i diversi errori degli atleti che lo precedevano nella classifica dopo lo short program, riesce, al termine della competizione, a difendere la seconda posizione complessiva alle spalle del giapponese Sōta Yamamoto.
A dicembre, partecipa ai campionati italiani, in scena al Palavela di Torino il 4 e il 5 dicembre. Nello short program, presenta il quadruplo lutz, la combinazione triplo lutz-triplo toeloop e il triplo axel, inserito nella seconda metà del programma. Ottenendo il massimo livello nelle tre trottole pianificate e nella step sequence, ottiene l'elevato punteggio di 96.66, risultato di 54.76 per la parte tecnica e 41.90 per le componenti del programma. Nel programma lungo, presenta tre quadrupli, lutz, flip e loop, il triplo axel combinato con l'euler e il triplo salchow, le combinazioni triplo lutz-triplo toe-loop e triplo flip-triplo toe-loop e il triplo lutz, posizionati come ultimi elementi del programma. Ottenendo il livello 4 nelle tre trottole pianificate e nella step sequence, nonostante alcune imprecisioni nella rotazione di alcuni elementi, come il quadruplo loop e la combinazione triplo flip triplo toe-loop, ottiene 94.50 per gli elementi tecnici ed 82.80 per le componenti del programma, per un totale di 177.30. Al termine della competizione, riesce a confermare, per la quarta volta consecutiva, il titolo italiano, raggiungendo il totale di 273.96.
Partecipa, poi, ai Campionati Europei, 
in programma a Tallinn, in Estonia, dal 10 al 16 gennaio. 
Il 12 gennaio, nello short program, presenta il quadruplo lutz, la combinazione triplo-lutz triplo toe-loop e il triplo axel. Nonostante le tre trottole presentate siano di livello 4 e la step sequence di livello 3, complici due chiamate di filo non chiaro in entrambi i lutz, ottiene, nel primo segmento di gara 49,82 punti di tecnico e 41,93 nei components. Il totale di 91,75 punti lo pone, a metà gara, al quinto posto parziale. 
Il 14 gennaio, nel free program, presenta tre quadrupli, lutz, flip e loop, combinato con l'euler e il triplo salchow,  il triplo axel, le combinazioni triplo lutz-triplo toe-loop e triplo flip-triplo toe-loop e il triplo lutz, posizionati come ultimi elementi del programma. Nonostante una defaillance sull'ultimo triplo lutz e chiamata di filo non chiaro per entrambi i lutz, grazie anche alle trottole e la step sequence, valutate di livello 4, ottiene un punteggio nel segmento 182,73 punti, frutto di 100,31 punti di tecnico, che rappresenta anche il miglior riscontro tecnico della gara, e 82,42 di components. 
Il totale di 274.48 punti gli consente di recuperare tre posizioni rispetto al corto e di posizionarsi sul secondo gradino del podio alle spalle del russo Mark Kondratjuk.
Daniel diviene, in questo modo, il sesto italiano a vincere una medaglia agli europei, ottenendo il miglior risultato dalle vittorie di Carlo Fassi nel 1953 e 1954,  stabilendo anche i nuovi record italiani nel programma libero (182,73 punti) e nel punteggio complessivo (274,48 punti).

### Stagione 2022-2023
Per la stagione post-olimpica, Daniel Grassl decide di lasciare temporaneamente il team di Lorenzo Magri ad Egna e trasferirsi allo Skating Club di Boston per allenarsi sotto la supervisione di Alexei Letov e Olga Ganicheva. Contestualmente a questo importante cambiamento decide di collaborare con Jason Brown per la coreografia del suo programma corto mentre continua la proficua collaborazione con il coreografo francese Benoît Richaud per la coreografia del programma libero. 
La stagione inizia con l' U.S. International Figure Skating Classic, evento appartenente alle Challenge Series in scena a Lake Placid dal 12 al 16 settembre.                       Nel programma corto, pattinato sulle note di "I feel love" di Sam Smith, Daniel commette diversi errori, come la caduta nel quadruplo lutz iniziale e il difficoltoso atterraggio del quadruplo flip successivo, in combinazione con il toe-loop.                                                                                                                                                                          Al termine di questo programma, in cui l'atleta completa il triplo axel, la sequenza di passi, chiamata di livello 3 e tre trottole chiamate, rispettivamente di livello 3, 2 e 4, Daniel ottiene 73.69 derivato da un punteggio tecnico di 36.61 e di un punteggio di 38.08 per le componenti del programma.                                                                               Daniel non disputa il programma libero per evitare maggiori problematiche fisiche a seguito della caduta nel programma corto.
In seguito partecipa al Japan Open, una competizione a squadre, in cui è previsto il solo programma libero, che si tiene a Saitama. In tale occasione, presenta, il quadruplo lutz e il quadruplo flip, due tripli axel, di cui uno in combinazione con l'euler e il triplo salchow, le combinazioni triplo lutz-triplo toeloop e triplo lutz-triplo loop ed un triplo flip. Pur ottenendo il livello 4 nella sequenza di passi e in due delle tre trottole presentate Daniel ottiene, nel punteggio tecnico solo 84.36 in virtù di diversi elementi valutati negativamente per il limite di rotazione o pulizia del filo. Ottenendo 81.85 nelle componenti del programma, Grassl termina la gara in quarta posizione a 166.21.

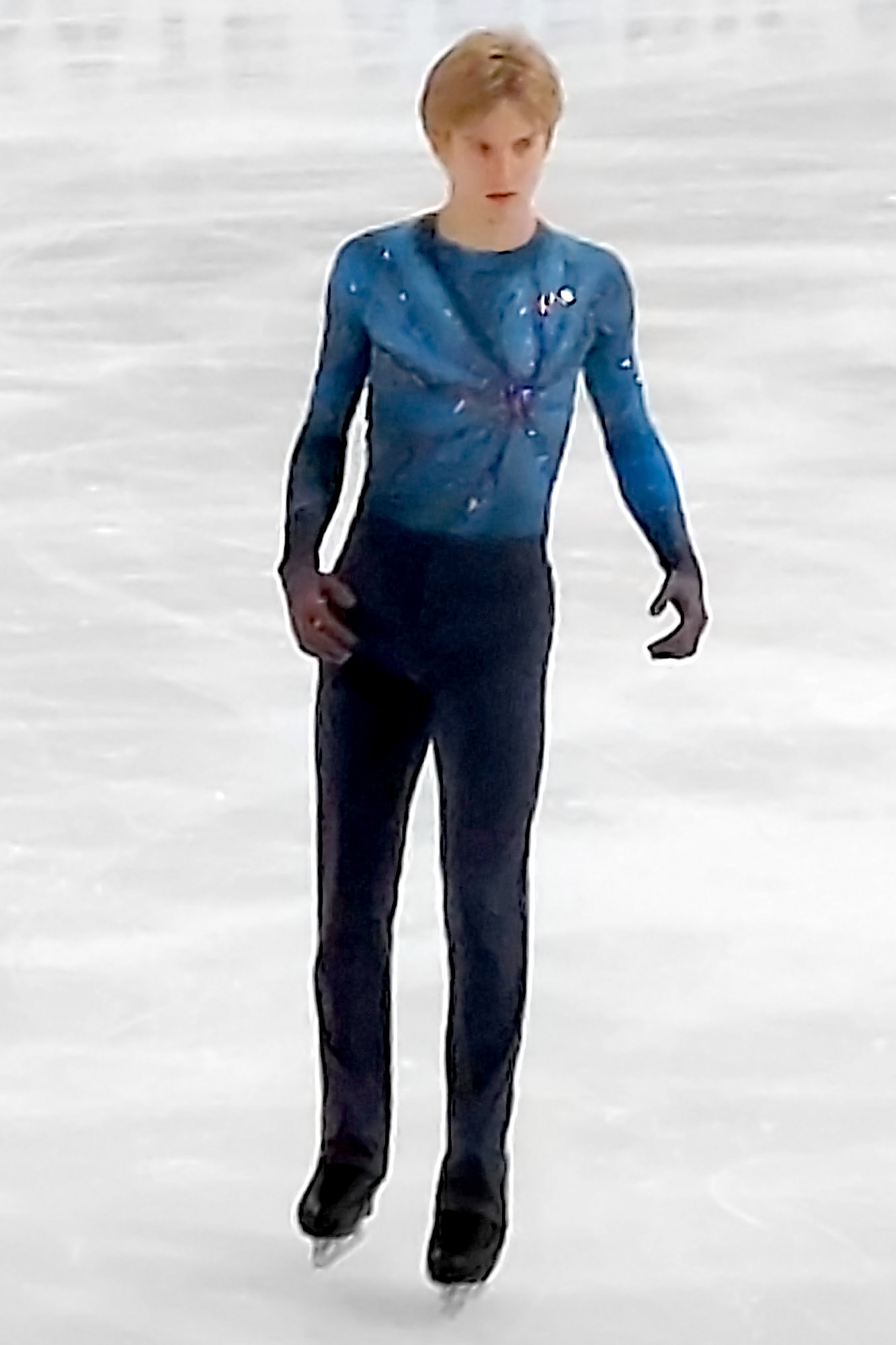
Daniel Grassl a Skate America 2022

Sempre ad ottobre, partecipa a Skate America, in programma a Norwood dal 21 al 23 .                                                                               In questa occasione, Daniel presenta il nuovo programma corto, pattinato sulle note di "Silhouette" del duo inglese Aquilo e coreografato nuovamente da Jason Brown, nel quale completa il quadruplo lutz, il triplo axel e la combinazione triplo lutz-triplo toeloop, inserita come ultimo elemento di salto. Ottenendo il livello 4 su due delle tre trottole presentate ed il livello 3 nella step sequence, il pattinatore raggiunge, a metà gara, il punteggio di 88.43 come risultato di 47.40 ottenuti per gli elementi tecnici e 41.03 per le componenti del programma, ponendosi provvisoriamente al terzo posto.                                                                                                               Nel programma lungo, Daniel esegue correttamente i due quadrupli previsti, flip e lutz, due tripli axel, di cui uno in combinazione con l'euler e il triplo salchow, le combinazioni triplo lutz-triplo toeloop e triplo lutz-doppio axel ed un triplo flip singolo. Ottenendo il livello 4 solo in una delle tre trottole eseguite, il livello 2 nella step sequence e in virtù di alcuni errori tecnici, tra cui la caduta sul triplo axel e l'atterraggio sul quarto del triplo toe-loop in combinazione con il triplo lutz, Daniel raggiunge il punteggio di 169.25, risultato dagli 88.29 punti per gli elementi tecnici e di 81.96 nei components.                                   Con il punteggio complessivo di 257.68, l'atleta conclude la gara al quarto posto, alle spalle dello statunitense Ilia Malinin, del giapponese Kao Miura e del coreano Junhwan Cha.
Successivamente, Grassl prende parte al MK John Wilson a Sheffield Trophy, inedita tappa londinese di Gran Prix, in programma a Sheffield dal 10 al 13 novembre. Nel programma corto, Daniel presenta il consolidato layout composto da quadruplo lutz, triplo axel e dalla combinazione triplo lutz-triplo toeloop, inserita nella seconda parte del programma.                              Nonostante l'atterraggio al limite sul toeloop della combinazione, al termine di questo segmento, l'atleta ottiene il punteggio tecnico 45.69, raggiunto anche grazie al livello 4 di due delle tre trottole presentate ed al livello 3 nella step sequence. In virtù dei 41.16 punti nelle componenti del programma, Daniel termina la prima parte della gara con un punteggio di 86.85 che lo pone al secondo posto, alle spalle dell'atleta canadese Roman Sadovsky. 
Nel programma libero, Daniel presenta il medesimo layout visto a Skate America. Nonostante la caduta sul quadruplo flip, l'atleta ottiene l'importante punteggio tecnico di 95.48 raggiunto anche in virtù del massimo livello attribuito dal pannello tecnico sia alle tre trottole che alla step sequence. Raggiungendo il punteggio di 83.02 nelle componenti del programma, Grassl confeziona un libero da 177.50. Il punteggio complessivo di 264.35 consentono a Daniel di vincere la gara.                                                        In questa occasione, Grassl stabilisce i propri primati stagionali per il programma libero e per il punteggio totale, divenendo, al contempo, il primo pattinatore italiano a vincere una medaglia d'oro in una gara di singolo maschile del circuito ISU Grand Prix.
Grazie ai risultati ottenuti nelle due tappe di Grand Prix disputate, Daniel Grassl diviene il primo pattinatore di singolo maschile italiano a qualificarsi per le finali senior del circuito Grand Prix, in programma a Torino dall'8 all'11 dicembre.
Una settimana dopo, partecipa alla CS Varsavia Cup 2022. La gara sul ghiaccio polacco inizia in salita per l'atleta poiché, nel primo segmento di gara, commette un errore nella rotazione del quadruplo lutz, che viene atterrato solo doppio e, di conseguenza annullato dal pannello tecnico. Nonostante questo pesante errore, Grassl completa correttamente il triplo axel e la combinazione triplo lutz-triplo toe-loop, inserita nella seconda parte del programma, Ricevendo il livello massimo in tutte e tre le trottole presentate ed il livello 3 nella sequenza di passi, Daniel termina la prima parte di gara al quarto posto con un totale di 76.44, frutto di 38.20 punti per gli elementi tecnici e di 39.24 per le componenti del programma.                                                                                                                                                                                                             Nel programma lungo, Daniel si rende artefice di una prova dall'elevato contenuto tecnico riuscendo ad eseguire correttamente la combinazione quadruplo lutz-triplo toe-loop, il quadruplo flip, il quadruplo loop e la combinazione triplo axel-euler-triplo salchow. Tuttavia, in questa occasione perde preziosi punti a causa di un secondo quadruplo lutz, che l'atleta non riesce ad atterrare, del livello 3 su due delle tre trottole presentate e del livello 2 per la sequenza di passi.                                                      Nonostante il divario di punti accumulato al termine del primo segmento, Daniel firma il miglior libero dell'evento con un punteggio di 181.32, frutto di 98.74 per gli elementi tecnici e 83.58 per le componenti del programma. Il totale di gara di 257.76 di consente di risalire la classifica fino al secondo posto, a meno di mezzo punto da Kévin Aymoz, vincitore dell'evento .
Poco prima della finale del Gran Prix, Grassl annuncia di essere tornato ad Egna per allenarsi a causa della nostalgia di casa. 
A dicembre partecipa alle finali senior del circuito Grand Prix in programma a Torino dall'8 all'11. Nel programma corto, Daniel riscontra alcuni problemi nell'esecuzione del quadruplo lutz, eseguito con caduta e del triplo lutz, combinato al triplo-toe-loop, giudicato con filo errato dal pannello tecnico. Eseguendo correttamente il triplo axel ed ottenendo il livello 3 in due delle tre trottole pianificate e nella sequenza di passi ed il livello 4 nella Fly-sit spin, Grassl non va oltre i 42.15 per il punteggio tecnico e 39.25 per le componenti del programma, terminando il primo segmento di gara al quarto con il punteggio di 80.40.                                                                                                         Anche il programma lungo risulta particolarmente problematico a causa di problematiche relative al filo di ingresso e alle rotazioni limite che caratterizzano praticamente tutti gli elementi di salto proposti, sia singoli che in combinazione, ad eccezione del triplo axel. Pur ottenendo il massimo livello nella sequenza di passi e nella trottola combinata e il livello tre nelle altre due trottole presentale, l'atleta raggiunge solo il punteggio di 164.57, somma di 87.85 per gli elementi tecnici e 76.72 per le componenti del programma. La somma dei due programmi di 244.97 lo pongono, a fine gara, in ultima posizione.
Ai campionati italiani ottiene solo la quarta posizione, perdendo il titolo nazionale dopo quattro vittorie consecutive. 
In seguito a queste delusioni, Grassl comincia ad allenarsi con la controversa allenatrice russa Eteri Tutberidze.
Ai Campionati europei di pattinaggio di figura a Espoo, Grassl è arrivato ottavo nel programma corto, in virtù di un pesante errore sull'unico quadruplo pianificato nel programma, il quadruplo lutz, che viene atterrato solo doppio e, di conseguenza risulta nullo. 
Anche nel programma libero, l'atleta non riesce ad atterrare correttamente il quadruplo lutz, commettendo, inoltre, diversi errori tra cui l'errata esecuzione del quadruplo flip e del triplo axel, giudicati sottoruotati dal pannello tecnico, e delle combinazioni triplo lutz-triplo toeloop e triplo lutz-doppio axel.
Grassl è arrivato ottavo nel programma corto ai Campionati del mondo 2023 È sceso al quattordicesimo posto dopo il pattino libero. 
Grassl si è poi unito al Team Italia per il World Team Trophy 2023 dove ottiene il miglior risultato stagionale nel programma corto e si classifica sesto nel segmento. È stato sesto anche nel programma libero, mentre il Team Italia è arrivato quarto. 
In seguito, annuncia l'intenzione di recarsi negli Stati Uniti per un mese per imparare nuove coreografie da Benoît Richaud a New York.

### Stagione 2023-2024
Sebbene fosse programmata la propria partecipazione al Lombardia Thophy, gara del circuito Challenger Series, in scena a Bergamo dall'8 al 10 settembre, Daniel Grassl si ritira dall'evento agli inizi di settembre.
Successivamente, mediante il proprio profilo social, l'atleta annuncia di aver deciso, in agosto, di lasciare la guida tecnica di Eteri Tutberidze e di trasferirsi a Torino per allenarsi con Edoardo De Bernardis presso l'Ice Club Torino.
In seguito, Daniel si ritira sia dal Nebelhorn Trophy, evento inserito nel circuito Challenger Series, in programma nella località tedesca di Oberstdorf dal 20 al 23 settembre che dall'Ondrej Nepela Memorial, evento del circuito Challenger Series, in programma a Bratislava, in Slovacchia, dal 28 al 30 settembre.
A fine ottobre, lo staff tecnico comunica la mancata partecipazione dell'atleta alle due tappe di Gran Prix a cui era stato assegnato, ovvero Grand Prix De France e l’NHK Trophy, terza e sesta tappa della rassegna itinerante, adducendo come motivazione il "forte stress fisico e psicologico" sofferto dall'atleta e la volontà di Grassl di allontanarsi temporaneamente dall'ambiente delle competizioni. Di conseguenza, Grassl non prende parte ai Campionati Nazionali, in scena a Pinerolo il 22 ed il 23 dicembre ed alle successive competizioni, ovvero i Campionati Europei e quelli Mondiali. 
Il 7 dicembre viene reso noto che la Procura Nazionale Antidoping ha chiesto la squalifica di due anni per l'atleta che, nel periodo di permanenza in America e Russia, avrebbe saltato tre controlli consecutivi. La violazione contestata, emersa a settembre, non coinvolge la positività ad alcuna sostanza ma la mancata reperibilità per l'esecuzione dei test. L'atleta e i suoi legali hanno sostenuto che i mancati controlli non riflettono la volontà di Grassl di evitare consapevolmente i controlli ma sono il risultato di errori involontari dei whereabouts, il sistema di tracciamento dei controlli (piattaforma Adams) sul quale l'atleta deve comunicare con un calendario giornaliero dove si trova. Inoltre, a seguito del procedimento in corso, Grassl si era già autosospeso, ritirandosi dalle competizioni internazionali a cui era stato assegnato.

### Stagione 2024-2025
Dopo un lungo periodo lontano dalle competizioni, agli inizi di settembre Daniel comunica, mediante i propri social, che per la stagione 2024-2025 proporrà un nuovo programma corto, sulla musica del Notturno in Do# minore di Fryderyk Chopin, basato sulle idee del mistero, del dubbio, della curiosità e dell'uomo che sogna, ispirato anche alle opere di René Magritte, tra cui il Donatore felice.
La settimana successiva, sempre tramite i suoi canali social, Grassl comunica anche le musiche per il programma lungo, ovvero un medley basato sulla colonna sonora del film e del musical Billy Elliot e su alcune musiche classiche, come l'Arabesque nº 1 di Claude Debussy.
La stagione si apre con il Denis Ten Memorial Challenge, competizione inclusa nel circuito ISU Challenger Series, in programma ad Astana, in Kazakistan, dal 2 al 5 ottobre. La gara risulta, da subito, molto tesa e complessa da gestire per il meranese che, nel programma corto, esegue con difficoltà il quadruplo loop iniziale a cui, di conseguenza, non riesce a legare il triplo toe-loop, eseguito solo doppio ed esegue con caduta gli altri due elementi di salto programmati, ovvero il triplo axel e il quadruplo lutz, entrambi, inoltre, giudicati sottoruotati dal pannello tecnico. Ad eccezione della camel change sit spin, valutata di livello 4, le altre due trottole eseguite e la sequenza di passi sono giudicate di livello 3 portando il suo punteggio tecnico del segmento a 32.22 mentre ottiene 36.57 per le componenti del programma, frutto di un 7.60 per la composizione, 6.90 per la presentazione e 7.40 per gli skating skills.                                                                                                                                       Considerando la deduzione di due punti per le cadute, Daniel termina il primo segmento di gara al sesto posto, con un totale di 66.79. 
Nel programma libero, Grassl confeziona un prova di elevato spessore in cui esegue il quadruplo lutz, chiamato sottoruotato dal pannello tecnico, il quadruplo loop, le combinazioni triplo axel-triplo toe-loop e triplo loop-triplo toe-loop e l'importante sequenza, nella seconda parte del programma, triplo axel-doppio axel-doppio axel. Eseguendo correttamente anche un triplo salchow ed un triplo lutz, e ricevendo il massimo grado di esecuzione per le tre trottole e la sequenza di passi, Daniel riceve una valutazione tecnica di 91.82.                                                                                                                                                                                                                                         La valutazione di 8.05 per la composizione, 7.90 per la presentazione e 7.80 per gli skating skills porta il totale delle componenti a 79.09 ed il totale del segmento a 170.91.
Nonostante il programma libero risulti il migliore della gara, il totale di 237.70 colloca l'altoatesino al quarto posto, a meno di cinque punti dal podio.
Il secondo appuntamento della stagione è costituito dal Nepela Memorial, gara del circuito ISU Challenger Series in programma a Bratislava, in Slovacchia, dal 24 al 26 ottobre. In occasione di questa competizione, Grassl riesce subito ad imporsi, nel primo segmento di gara, pattinando un programma privo di errori, contraddistinto sia dall'esecuzione del quadruplo loop, del triplo axel e della combinazione triplo lutz-triplo toe-loop che dalla presentazione delle trottole flying sit, camel con cambio di piede, combinata con cambio di piede e della sequenza di passi, valutate di livello 4 dal pannello tecnico.                                                                                                                               In virtù di ciò, il meranese ottiene un punteggio tecnico di 50.61 e 39.75 per i program components, risultati di un 8.00 di composizione, 7.95 di presentazione e 7.85 di skating skills, concludendo il primo segmento di gara in prima posizione con un punteggio di 90.36, staccando di oltre dieci lunghezze lo slovacco Adam Hagara e di quasi quindici punti gli altri due italiani in gara, Corey Circelli e Nikolaj Memola, rispettivamente in terza e quarta posizione. Nel programma lungo, Grassl, pur commettendo un errore nel salto d'apertura (il quadruplo lutz, eseguito solo doppio), riesce a completare il quadruplo loop ed il quadruplo salchow, salto inedito per l'atleta meranese, oltre alle importanti combinazioni triplo axel-triplo toe-loop, triplo loop-triplo toe-loop, la sequenza triplo axel- doppio axel-doppio axel ed il triplo lutz singolo. Eseguendo correttamente anche le tre trottole pianificate e la sequenza di passi, valutate dal pannello tecnico di livello 4, l'atleta ottiene, per la parte tecnica, 96.96 punti che, sommati alla valutazione delle componenti del programma di 79.76, risultato dall'8.05 per la composizione, 8.00 per la presentazione e 7.90 per gli skating skills, lo portano ad un totale di 176.72.                                                                                                                                                                                                                        Con un punteggio di 267.08, Grassl termina la competizione in prima posizione, davanti agli altri due italiani in gara, Nikolaj Memola e Corey Circelli.

## Record
Nel 2017, all'età di 15 anni, al Golden Spin di Zagabria completa correttamente un quadruplo lutz, diventando il pattinatore più giovane a riuscirvi in una competizione internazionale. Tale record è stato battuto nel 2018 dal canadese Stephen Gogolev, che è riuscito a completare il salto all'età di 13 anni.
Il 29 ottobre 2018 al Golden Bear di Zagabria diventa il primo europeo ad atterrare correttamente un quadruplo loop in una competizione internazionale. Il primo in assoluto è stato il giapponese Yuzuru Hanyū nel 2016.
Il 5 ottobre 2019, con la vittoria nella tappa dell'ISU Junior Grand Prix di Egna, diviene il primo pattinatore italiano a qualificarsi, nel settore maschile, per una finale junior del Grand Prix.
Il 12 novembre 2022, con la vittoria nella tappa dell'ISU Grand Prix Trofeo MK John Wilson a Sheffield diviene il primo pattinatore di singolo maschile italiano a vincere una medaglia d'oro in un Grand Prix.      Grazie a questo risultato, Daniel diviene anche il primo pattinatore di singolo maschile italiano a qualificarsi per una finale senior del circuito Gran Prix. 

## Programmi
| Stagione  | Programma corto                                                                       | Programma libero |
| --------- | ------------------------------------------------------------------------------------- | --- |
| 2024-2025 | - Nocturne n.20 in C-Sharp Minor di Fryderyk Chopin coreografia di Benoît Richaud     | - Electricity (from Billy Elliot: The Musical) - Gnossiennes . No. 1 di Erik Satie - Arabesque N°1 di Claude Debussy - Born to boogie (from "Billy Eliot" soundtrack) di Elton John - A Swan Song (from "Black Swan" soundtrack) di Clint Mansel coreografia di Edoardo de Bernardis |
| 2023-2024 | Non ha gareggiato in questa stagione                                                  | Non ha gareggiato in questa stagione |
| 2022–2023 | - Silhouette by Aquilo coreografia di Jason Brown                                     | - Struggling Brain di Guy Skornik & Zab Skornik; - Korea Town di Danny Bensi, Saunder Jurriaans; - Hour of the Ruler di Joseph Alexander - Dans la Maison di Philippe Rombi; arrangiati da Cédric Tour coreografia di Benoît Richaud                                                 |
| 2021–2022 | - Nureyev (da The White Crow) di Ilan Eshkeri coreografia di Benoît Richaud           | - Interstellar di Hans Zimmer arrangiato da Cédric Tour coreografia di Benoît Richaud |
| 2020–2021 | - Dig Down dei Muse coreografia di Benoît Richaud                                     | - Joker arrangiato da Cédric Tour coreografia di Benoît Richaud |
| 2019–2020 | - Lacrimosa (Requiem) di Wolfgang Amadeus Mozart coreografia di Benoît Richaud        | - A Single Man e Nocturnal Animals di Abel Korzeniowski coreografia di Benoît Richaud |
| 2018–2019 | - Rain, In Your Black Eyes di Ezio Bosso coreografia di Benoît Richaud                | - Dance Pieces di Philip Glass coreografia di Benoît Richaud |
| 2017–2018 | - Smile di Charlie Chaplin eseguito da Nat King Cole - City Lights di Charlie Chaplin | - Cirque du Soleil di Benoît Jutras |
| 2016–2017 | - Sabre Dance (da Gayane) di Aram Khachaturian                                        | - Smile di Charlie Chaplin eseguito da Nat King Cole |

## Risultati
CS: Challenger Series; JGP: Junior Grand Prix; R: ritirato; C = Evento cancellato

N: novice; J: juniores; S = Risultato della squadra; P = Risultato personale
| Gare internazionali                      | Gare internazionali | Gare internazionali | Gare internazionali | Gare internazionali | Gare internazionali | Gare internazionali | Gare internazionali | Gare internazionali | Gare internazionali | Gare internazionali | Gare internazionali |
| Evento                                   | 2014–15             | 2015–16             | 2016–17             | 2017–18             | 2018–19             | 2019-20             | 2020-21             | 2021-22             | 2022-23             | 2023-24             | 2024-25             |
| ---------------------------------------- | ------------------- | ------------------- | ------------------- | ------------------- | ------------------- | ------------------- | ------------------- | ------------------- | ------------------- | ------------------- | ------------------- |
| Giochi olimpici invernali                |                     |                     |                     |                     |                     |                     |                     | 7°                  |                     |                     |                     |
| Campionati mondiali                      |                     |                     |                     |                     |                     | C                   | 12°                 | 7°                  | 12°                 |                     | 13°                 |
| Campionati europei                       |                     |                     |                     |                     | 6º                  | 4º                  | C                   | 2°                  | 6°                  |                     | 8°                  |
| GP Finale                                |                     |                     |                     |                     |                     |                     |                     |                     | 6°                  |                     | 4°                  |
| GP Cup of China                          |                     |                     |                     |                     |                     |                     |                     | C                   |                     |                     |                     |
| GP della Finlandia                       |                     |                     |                     |                     |                     |                     |                     |                     |                     |                     | 3º                  |
| GP Trophée Eric Bompard                  |                     |                     |                     |                     |                     |                     | C                   |                     |                     | R                   |                     |
| GP d'Italia                              |                     |                     |                     |                     |                     |                     |                     | 3º                  |                     |                     |                     |
| GP NHK Trophy                            |                     |                     |                     |                     |                     |                     |                     |                     |                     | R                   | 2°                  |
| GP Skate America                         |                     |                     |                     |                     |                     |                     |                     | 7°                  | 4°                  |                     |                     |
| GP John Wilson Trophy                    |                     |                     |                     |                     |                     |                     |                     |                     | 1º                  |                     |                     |
| CS Alpen Trophy                          |                     |                     |                     |                     | 1º                  |                     |                     |                     |                     |                     |                     |
| CS Budapest Trophy                       |                     |                     |                     |                     |                     |                     | 1°                  |                     |                     |                     |                     |
| CS Denis Ten Memorial                    |                     |                     |                     |                     |                     |                     |                     |                     |                     |                     | 4°                  |
| CS Golden Spin                           |                     |                     |                     | 10º                 | 5º                  |                     |                     |                     | R                   |                     | R                   |
| CS Lombardia Trophy                      |                     |                     |                     |                     |                     |                     |                     | 1°                  |                     | R                   |                     |
| CS Ondrej Nepela Trophy                  |                     |                     |                     |                     | R                   |                     |                     |                     |                     | R                   | 1°                  |
| CS Warsaw Cup                            |                     |                     |                     |                     |                     |                     |                     | 2°                  | 2°                  |                     |                     |
| Egna Spring Trophy                       |                     |                     |                     | 1º                  |                     |                     |                     |                     |                     |                     |                     |
| Golden Bear                              |                     |                     |                     | 1º                  | 1º                  |                     |                     |                     |                     |                     |                     |
| Ice Challenge                            |                     |                     |                     | 1º                  |                     |                     |                     |                     |                     |                     |                     |
| Challenge Cup                            |                     |                     |                     | 2º                  |                     |                     |                     |                     |                     |                     |                     |
| Merano Cup                               |                     |                     |                     | 3º                  |                     |                     |                     |                     |                     |                     |                     |
| Warsaw Cup                               |                     |                     |                     |                     | 1º                  |                     |                     |                     |                     |                     |                     |
| Universiadi                              |                     |                     |                     |                     |                     |                     |                     |                     |                     |                     | 2º                  |
| Gare internazionali juniores             |                     |                     |                     |                     |                     |                     |                     |                     |                     |                     |                     |
| Mondiali juniores                        |                     |                     |                     |                     | 3º                  | 4°                  |                     |                     |                     |                     |                     |
| JGP Finale                               |                     |                     |                     |                     |                     | 6°                  |                     |                     |                     |                     |                     |
| JGP Australia                            |                     |                     |                     | 6º                  |                     |                     |                     |                     |                     |                     |                     |
| JGP Austria                              |                     |                     |                     |                     | 5º                  |                     |                     |                     |                     |                     |                     |
| JGP Francia                              |                     |                     | 7º                  |                     |                     |                     |                     |                     |                     |                     |                     |
| JGP Giappone                             |                     |                     | 7º                  |                     |                     |                     |                     |                     |                     |                     |                     |
| JGP Italia                               |                     |                     |                     | 7º                  |                     | 1º                  |                     |                     |                     |                     |                     |
| JGP Polonia                              |                     |                     |                     |                     |                     | 3º                  |                     |                     |                     |                     |                     |
| JGP Slovacchia                           |                     |                     |                     |                     | 3º                  |                     |                     |                     |                     |                     |                     |
| Festival olimpico della gioventù europea |                     |                     | 2º                  |                     |                     |                     |                     |                     |                     |                     |                     |
| Cup of Tyrol                             |                     | 2º                  |                     |                     |                     |                     |                     |                     |                     |                     |                     |
| Egna Spring Trophy                       |                     | 1º                  | 1º                  |                     |                     |                     |                     |                     |                     |                     |                     |
| Golden Bear                              |                     | 1º                  | 1º                  |                     |                     |                     |                     |                     |                     |                     |                     |
| Hellmut Seibt                            |                     | 3º                  |                     |                     |                     |                     |                     |                     |                     |                     |                     |
| Ice Challenge                            |                     | 2º                  |                     |                     |                     |                     |                     |                     |                     |                     |                     |
| Lombardia Trophy                         |                     | 3º                  |                     |                     |                     |                     |                     |                     |                     |                     |                     |
| Merano Cup                               |                     | 1º                  | 2*                  |                     |                     |                     |                     |                     |                     |                     |                     |
| MNNT Cup                                 |                     | 1º                  | 1º                  |                     |                     |                     |                     |                     |                     |                     |                     |
| Santa Claus Cup                          |                     | 1º                  | 1º                  |                     |                     |                     |                     |                     |                     |                     |                     |
| Nazionali                                |                     |                     |                     |                     |                     |                     |                     |                     |                     |                     |                     |
| Campionati italiani                      | 4º J                | 1º J                | 1º J                | 4º                  | 1º                  | 1º                  | 1º                  | 1º                  | 4°                  |                     | 1º                  |
| Gare a squadre                           |                     |                     |                     |                     |                     |                     |                     |                     |                     |                     |                     |
| Giochi olimpici invernali                |                     |                     |                     |                     |                     |                     |                     | 7° S 5° P           |                     |                     |                     |
| World Team Trophy                        |                     |                     |                     |                     | 6° S 11° P          |                     | 4° S 9° P           |                     | 4° S 6° P           |                     | 3º S 6º P           |
| Japan Open                               |                     |                     |                     |                     |                     |                     |                     |                     | 3° S 4° P           |                     |                     |